# Etinol

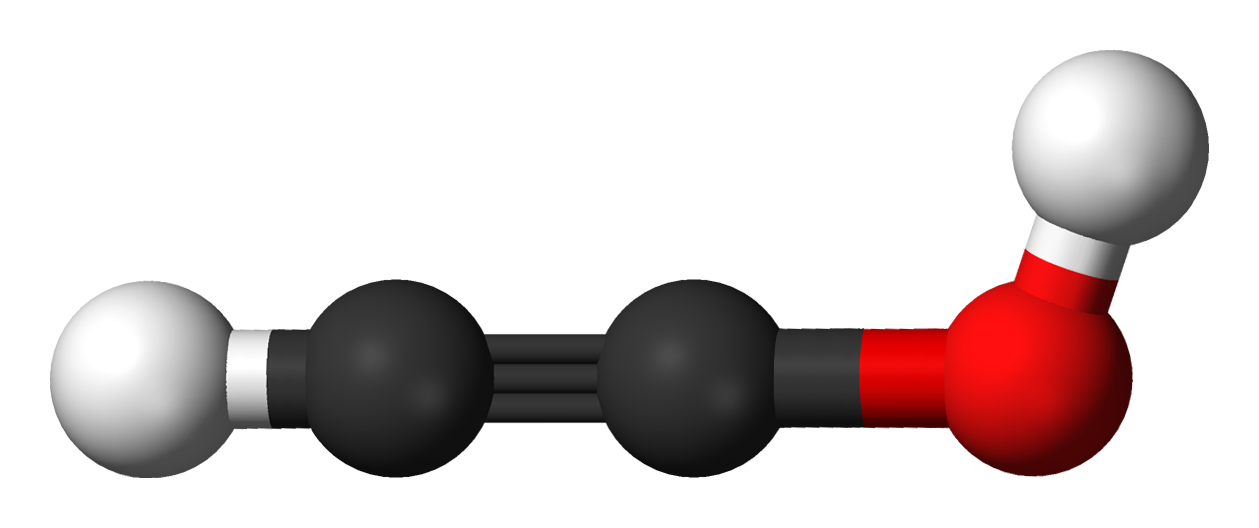
Estrutura molecular do etinol

Etinol é um álcool, composto orgânico com fórmula molecular C2H2O. É bem mais estável que o tautômero e o gás cetone.